# Hyphessobrycon taguae
Hyphessobrycon taguae es una especie de pez de la familia Characidae en el orden de los Characiformes.

## Hábitat
Es un pez de agua dulce.